# Strongoli
Strongoli is een gemeente in de Italiaanse provincie Crotone (regio Calabrië) en telt 6160 inwoners (31-12-2004). De oppervlakte bedraagt 85,3 km², de bevolkingsdichtheid is 71,6 inwoners per km².
De volgende frazioni maken deel uit van de gemeente: Strongoli Marina.

## Demografie
Strongoli telt ongeveer 2021 huishoudens. Het aantal inwoners daalde in de periode 1991-2001 met 4,9% volgens cijfers uit de tienjaarlijkse volkstellingen van ISTAT.
| Jaar | Inwoneraantal |
| ---- | ------------- |
| 1991 | 6424          |
| 2001 | 6107          |

## Geografie
Strongoli grenst aan de volgende gemeenten: Casabona, Crotone, Melissa, Rocca di Neto.
Belvedere di Spinello · Caccuri · Carfizzi · Casabona · Castelsilano · Cerenzia · Cirò · Cirò Marina · Cotronei · Crotone · Crucoli · Cutro · Isola di Capo Rizzuto · Melissa · Mesoraca · Pallagorio · Petilia Policastro · Rocca di Neto · Roccabernarda · San Mauro Marchesato · San Nicola dell'Alto · Santa Severina · Savelli · Scandale · Strongoli · Umbriatico · Verzino
1. ↑  https://demo.istat.it/?l=it.